# Уоксахачи
Уоксахачи (англ. Waxahachie) — город в США, расположенный в северо-восточной части штата Техас, административный центр округа Эллис. По данным переписи за 2010 год число жителей составляло 29 621 человек, по оценке Бюро переписи США в 2018 году в городе проживало 34 285 человек.

## История
Название места произошло от индейского слова, обозначавшего корову или бизона. Поселение, построенное на земле пожертвованной одним из первых жителей Эмори Роджерсом, было выбрано новым административным центром округа в августе 1850 года. В 1849 в доме Роджерса заработала первая методистская церковь, позже, в 1851 году, Роджерс пожертвовал землю на отдельное здание церкви. В 1850 году в поселении заработали магазин и почтовое отделение. Первая школа, академия Уоксахачи, была открыта в 1860 году. Первый банк заработал 1 июля 1868 году. В 1870 началось издание газеты Waxahachie Argus. 28 апреля 1871 года город получил устав, началось формирование органов власти. В сентябре 1879 году в город была проведена железная дорога Waxahachie Tap Railroad. За год работы новой железной дороги было переведено более 140 вагонов леса и более 5000 тюков хлопка.
В 1876 году методистская епископская церковь основала колледж Marvin College, в 1884 году колледж был продан городу и стал частью школьного округа Уоксахачи. В 1886 году через город прошла железная дорога Houston and Texas Central Railway. В конце XIX века в городе работал общественный транспорт на мулах, работало более 100 предприятий, в том числе 4 банка, три периодических издания. В 1901 году начала работу хлопковая текстильная фабрика. В 1902 году в Уоксахачи из Техцаканы переехал университет Trinity University. 5 апреля 1905 года в городе открыли первую общественную библиотеку, основу которой в начале составила коллекция судьи Данлэпа. В 1907 в город пришла железная дорога Trinity and Brazos Valley Railway. В 1912 году через город прошла междугородняя линия электропередач между Далласом и Уэйко. К 1920 году в городе работало около 200 предприятий, в том числе три банка, три мельницы для отжима хлопковых семян, пять хлопкоочистительных машин, две ежедневные и две еженедельные газеты. В городе работали фабрики текстиля, швейная фабрика, фабрика мётел, а также завод по производству льда и мороженого, в школах города училось 250 учеников.
В 1933 году город повторно принял устав. Аграрная промышленность, индустриальное производство и коммерческие предприятия помогли экономике города довольно легко пережить Великую депрессию и Вторую мировую войну. В послевоенное время в городе работали заводы по производству хлопкового масла, комбикорма, птицефабрики, фабрики по производству одежды, мебели и стекловолокна.
В 1991 году вблизи города началось строительство коллайдера SSC, но в 1993 году оно было прекращено из-за того, что прекратилось его финансирование.

## География
Уоксахачи находится в северной части округа, его координаты: 32°24′09″ с. ш. 96°50′40″ з. д..
Согласно данным бюро переписи США, площадь города составляет около 129,7 км2, из которых примерно 126,5 км2 занято сушей, а 3,2 км2 является водной поверхностью.

### Климат
Согласно классификации климатов Кёппена, в Уоксахачи преобладает влажный субтропический климат (Cfa).
| Показатель                    | Янв.  | Фев.  | Март  | Апр. | Май  | Июнь | Июль | Авг. | Сен. | Окт. | Нояб. | Дек. | Год  |
| ----------------------------- | ----- | ----- | ----- | ---- | ---- | ---- | ---- | ---- | ---- | ---- | ----- | ---- | ---- |
| Абсолютный максимум, °C       | 35    | 36,1  | 36,7  | 38,9 | 40   | 45,6 | 44,4 | 46,1 | 42,8 | 41,1 | 35,6  | 33,9 | 46,1 |
| Средний суточный максимум, °C | 13,9  | 16,2  | 20,9  | 25,1 | 28,9 | 33,4 | 35,6 | 35,8 | 32,2 | 26,8 | 20,2  | 14,9 | 25,3 |
| Средняя температура, °C       | 7,7   | 9,7   | 14,1  | 18,4 | 22,8 | 27,1 | 29,2 | 29,1 | 25,4 | 19,7 | 13,4  | 8,7  | 18,8 |
| Средний суточный минимум, °C  | 1,3   | 3,1   | 7,2   | 11,8 | 16,6 | 20,8 | 22,7 | 22,3 | 18,6 | 12,6 | 6,7   | 2,4  | 12,2 |
| Абсолютный минимум, °C        | −18,9 | −18,3 | −13,9 | −3,9 | 2,2  | 8,9  | 12,8 | 11,7 | 2,8  | −6,7 | −10   | −20  | −20  |
| Норма осадков, мм             | 56    | 68    | 78    | 100  | 119  | 84   | 58   | 53   | 84   | 86   | 71    | 72   | 929  |
| Источник: weatherbase.com     |       |       |       |      |      |      |      |      |      |      |       |      |      |

## Население
Согласно переписи населения 2010 года в городе проживало 29 621 человек, было 10 457 домохозяйств и 7464 семьи. Расовый состав города: 75,6 % — белые, 12,9 % — афроамериканцы, 0,6 % — коренные жители США, 0,5 % — азиаты, 0,1 % — жители Гавайев или Океании, 8,1 % — другие расы, 2,3 % — две и более расы. Число испаноязычных жителей любых рас составило 23,2 %.
Из 10 457 домохозяйств, в 40,2 % живут дети младше 18 лет. 50,8 % домохозяйств представляли собой совместно проживающие супружеские пары (23,4 % с детьми младше 18 лет), в 15,7 % домохозяйств женщины проживали без мужей, в 4,9 % домохозяйств мужчины проживали без жён, 28,6 % домохозяйств не являлись семьями. В 23,3 % домохозяйств проживал только один человек, 8,7 % составляли одинокие пожилые люди (старше 65 лет). Средний размер домохозяйства составлял 2,72 человека. Средний размер семьи — 3,22 человека.
Население города по возрастному диапазону распределилось следующим образом: 31,4 % — жители младше 20 лет, 29,8 % находятся в возрасте от 20 до 39, 27,4 % — от 40 до 64, 11,4 % — 65 лет и старше. Средний возраст составляет 31,7 года.
Согласно данным пятилетнего опроса 2018 года, медианный доход домохозяйства в Уоксахачи составляет 62 986 долларов США в год, медианный доход семьи — 67 694 доллара. Доход на душу населения в городе составляет 27 737 долларов. Около 9,5 % семей и 12,8 % населения находятся за чертой бедности. В том числе 21,3 % в возрасте до 18 лет и 9,6 % старше 65 лет.

## Местное управление
Управление городом осуществляется городским советом, состоящим из 5 человек. Члены совета избираются всем городом сроком на два года. Ежегодно городской совет назначает мэра и заместителя мэра.
Другими важными должностями, на которые происходит наём сотрудников, являются:
- Сити-менеджер и ассистенты
- Городской секретарь и ассистент
- Директор общественного центра
- Директор коммуникаций и маркетинга
- Директор отдела экономического развития
- Директор застройки центра города и охраны исторических объектов
- Финансовый директор
- Глава отдела коммунальных услуг
- Глава отдела общественных работ
- Директор отдела парков и отдыха
- Шеф пожарной охраны
- Начальник отдела кадров
- Шеф полиции
- Директор отдела планирования
- Городской инженер
- Муниципальный судья

## Инфраструктура и транспорт
Основными автомагистралями, проходящими через Уоксахачи, являются:
- межштатная автомагистраль I-35E[англ.] проходит с севера от Далласа на юго-запад к Хилсборо.
- автомагистраль 77 США идёт параллельно с I-35E с севера от Далласа на юго-запад к Хилсборо.
- автомагистраль 287 США проходит с северо-запада от Форт-Уэрта на юго-восток к Корсиканы.

В городе располагается региональный аэропорт Мил-Уэй. Аэропорт располагает одной взлётно-посадочной полосой длиной 1981 метр. Ближайшими аэропортами, выполняющими коммерческие рейсы, являются аэропорты Даллас/Лав-Филд и Даллас/Форт-Уэрт. Аэропорты находятся примерно в 55 и 70 километрах к северу от Уоксахачи соответственно.

## Образование
Город обслуживается независимым школьным округом Уоксахачи. Помимо общественного образования, в городе открыт ряд частных школ, в их числе Waxahachie Preparatory Academy, St Joseph Catholic School и First Christian Day School.
В городе располагается филиал колледжа Наварро, базирующегося в Корсикане. Помимо этого высшее образование можно получить в частном университете юго-западных ассамблей Бога (англ. Southwestern Assemblies of God University).

## Экономика
Согласно финансовому отчёту города за 2017-2018 финансовый год, Уоксахачи владел активами на $268,15 млн, долговые обязательства города составляли $135,34 млн. Доходы города составили $72,33 млн, расходы города — $54,81 млн .

## Отдых и развлечения
Уоксахачи получил прозвище «город пряничных домиков» благодаря ряду исторических зданий 1900-х годов. Ежегодно в городе проходит тур по домам, построенным преимущественно в викторианском стиле, а также в стилях королевы Анны, классического ренессанса и дорического ордера. Всего в национальный реестр исторических зданий включено около 300 зданий Уоксахачи. Также в городе располагается исторический музей-галерея округа Эллис.
Помимо тура по историческим домам, в городе ежегодно проходят ярмарка ренессанса Скарборо, фестиваль Texas County Reporter и рождественский парад.

## Город в популярной культуре
В середине 1980-х Уоксахачи был популярным местом для съёмок фильмов:
- В 1983 году фильм Брюса Бересфорда «Нежное милосердие» снимался в сельской местности рядом с городом. Актёр Роберт Дюваль, исполнявший главную роль в фильме, получил премию «Оскар» в 1984 году.
- В 1984 году в городе снимали фильм «Места в сердце» с Салли Филд в главной роли. В 1985 году Салли Филд получила «Оскар» за лучшую женскую роль.
- В 1985 году Уоксахачи был местом съёмок фильма Поездка в Баунтифул, главную героиню в котором играла Джеральдин Пейдж, также получившая в следующем году «Оскар»

Помимо этого в городе снимались картины «1918», «На день святого Валентина» («англ. On Valentine's Day»), «Миссионер», а также отдельные сцены сериалов «Крутой Уокер: Правосудие по-техасски» и «Побег» и фильма «Бонни и Клайд».

## Галерея
- Монумент конфедератам
- Вид на центр города
- Театр The Texas Theater напротив здания суда округа.
- Историческая гостиница Rogers.
- Городская ратуша Уоксахачи
- Издательство газеты Waxahachie Daily Light
- Университет Second Trinity University